# Порт Маквори
Порт Маквори (енгл. Port Macquarie) је град Аустралији у савезној држави Нови Јужни Велс. Према попису из 2006. у граду је живело 39.219 становника.

## Становништво
Према попису, у граду је 2006. живело 39.219 становника.
| 1991.  | 1996.  | 2001.  | 2006.  |
| ------ | ------ | ------ | ------ |
| 26,798 | 33,709 | 37,982 | 39,219 |